# Episodi di Nurse Jackie - Terapia d'urto (sesta stagione)
La sesta stagione della serie televisiva Nurse Jackie - Terapia d'urto è stata trasmessa in prima visione negli Stati Uniti dal canale via cavo Showtime dal 13 aprile al 29 giugno 2014.
In Italia la stagione è andata in onda in prima visione su Sky Atlantic, canale a pagamento della piattaforma satellitare Sky, dal 22 aprile all'8 luglio 2015.
| nº | Titolo originale        | Titolo italiano        | Prima TV USA   | Prima TV Italia |
| -- | ----------------------- | ---------------------- | -------------- | --------------- |
| 1  | Sink or Swim            | Nuotare o affogare     | 13 aprile 2014 | 22 aprile 2015  |
| 2  | Pillgrimage             | Una vita da sogno      | 20 aprile 2014 | 29 aprile 2015  |
| 3  | Super Greens            | Super Greens           | 27 aprile 2014 | 6 maggio 2015   |
| 4  | Jungle Love             | Punizione esemplare    | 4 maggio 2014  | 13 maggio 2015  |
| 5  | Rag and Bone            | La cena                | 11 maggio 2014 | 20 maggio 2015  |
| 6  | Nancy Wood              | Furto d'identità       | 18 maggio 2014 | 27 maggio 2015  |
| 7  | Rat on a Cheeto         | Cuore e sudore         | 25 maggio 2014 | 3 giugno 2015   |
| 8  | The Lady with the Lamp  | La chimica del momento | 1º giugno 2014 | 10 giugno 2015  |
| 9  | Candyman                | La cerimonia           | 8 giugno 2014  | 17 giugno 2015  |
| 10 | Sidecars and Spermicide | Ostacoli da rimuovere  | 15 giugno 2014 | 24 giugno 2015  |
| 11 | Sisterhood              | Sorellanza             | 22 giugno 2014 | 1º luglio 2015  |
| 12 | Flight                  | La scelta              | 29 giugno 2014 | 8 luglio 2015   |